# 劉殿爵
劉殿爵教授，Hon LLD，Hon DLitt，MA，BA（ ，1921年3月8日—2010年4月26日），香港語言學家、翻譯權威和哲學家，在1963年至1979年間翻譯成的《道德經》、《孟子》及《論語》英文版獲國際學術界公認為標準譯本。
畢業於香港大學的劉殿爵，在1950年至1978年間在倫敦大學亞非學院任教中文及中國哲學，前後凡二十八年，1971年他成為英國歷來首位出任中文講座教授的華人。劉殿爵在1978年改到香港中文大學執教，在中大度過三十二年的教研生涯，1980年至1983年兼任文學院院長，另外在晚年為先秦兩漢和魏晉南北朝的古籍文獻編製逐字索引。中大和港大先後在1975年和1989年向他頒授榮譽博士學位，表揚他對中國文化的貢獻。
劉殿爵是粵語正音運動中提出粵語「正音」和「正讀」的學者之一，但相關主張引起不少爭論，學術界也始終未能達成共識。

## 生平

### 早年生涯
劉殿爵祖籍廣東番禺，1921年3月8日生於香港，父親是詩人劉伯端（1887年－1963年），字景棠，任職華民政務司署文案，曾為粵劇花旦芳艷芬出版《燕芳詞冊》等作。 劉殿爵幼承庭訓，後來入讀英皇書院，1938年獲港府獎學金入讀香港大學中文學院，他在校內表現傑出，但香港淪陷後提早畢業，於1942年1月以一級榮譽文學士資格獲頒「戰時學位」，同期畢業的知名好友有徐家祥、余叔韶和黃麗松等。
劉殿爵戰時曾在中國大陸服務，香港重光後，港府與英國文化協會設立「勝利獎學金」（Victory Scholarship），以紀念英國在第二次世界大戰獲勝。 劉殿爵在1946年取得該獎學金， 乘坐「大不列顛號」（SS Britannic）到英國，入讀蘇格蘭格拉斯哥大學，攻讀文學碩士學位，主修西方哲學，1949年再以一級榮譽資格畢業。 劉殿爵在學期間因在邏輯學方面表現優異，而獲頒「邏輯獎」（Logic Prize），是格拉斯哥大學創校以來首位獲獎的海外學生。

### 學術生涯

#### 翻譯經典
畢業後，適值倫敦大學亞非學院擴充，劉殿爵在1950年獲聘出任講師，在遠東部任教中文和中國哲學。 劉殿爵在1965年升任中國哲學高級講師，至1971年高級講師一位裁撤，他獲任命為該校中文講座教授，成為英國歷來首位出任中文講座教授的華人。 劉殿爵在亞非學院有不少門生，比如安樂哲教授（Professor Roger T. Ames）和尤德爵士夫人彭雯麗（Pamela, Lady Youde）等。

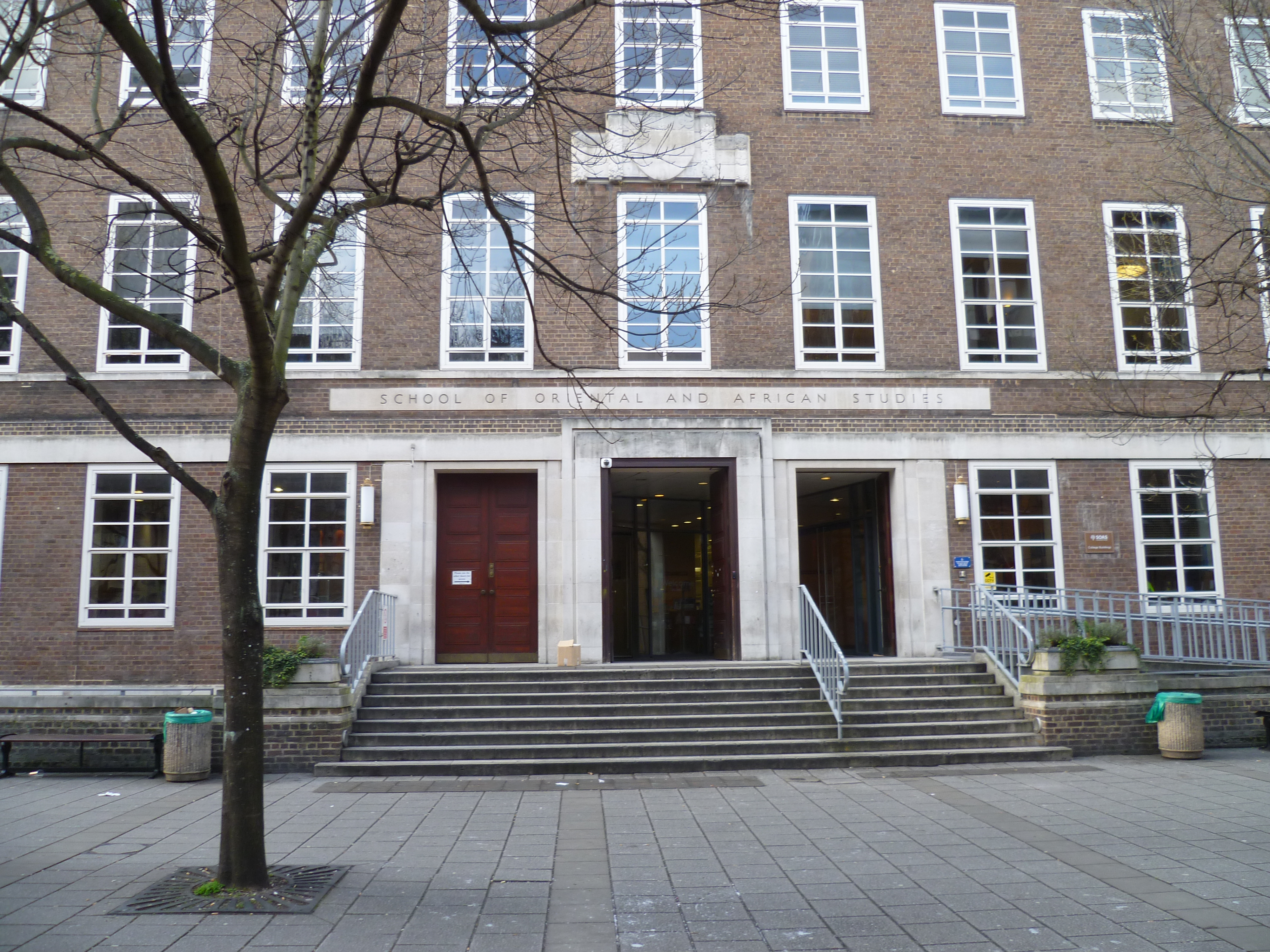
倫敦大學亞非學院

在1959年，企鵝圖書送來一份《道德經》英文譯本原稿，讓劉殿爵審閱，不過這份原稿由緬甸文翻譯而成，內文多有缺失，結果在劉殿爵建議下，企鵝圖書沒有接納這份原稿。 翌年，企鵝圖書再送來一份修訂本予劉殿爵審閱，惟稿件始終是譯自緬甸版的《道德經》，翻譯質素未能滿足他的要求，劉殿爵遂決定自行翻譯，經大約五年時間在1963年翻譯成《道德經》英文版，後來再花七年時間在1970年出版《孟子》英文版，以及花近十年時間在1979年完成《論語》英文版，三大譯作全部由企鵝圖書出版。
劉殿爵翻譯的三本中國經典著作造詣甚高，極具水準，獲國際公認為標準英文譯本，西方不少研究中國文史哲的學者，亦多以他的譯作為研究必讀入門，影響甚鉅。 後來的鄧仕樑教授認為，劉殿爵的譯作風格受英國哲學家吉爾伯特·賴爾（Gilbert Ryle，1900年－1976年）影響，所以用字精煉澄澈，言簡意賅，並以「秋水文章不染塵」一語讚揚他的譯作。 另方面，劉殿爵翻譯成《道德經》英文版時，西方剛好興起嬉皮文化，《道德經》提倡「道法自然」的思想正好透過他的譯作進一步向西方傳播。 單是《道德經》英譯本初版，截止1990年代初已在全球售出至少50萬本。 為表揚劉殿爵在海外弘揚中國文化所作的貢獻，香港中文大學在1975年特地向他頒授榮譽法學博士學位。

#### 執教中大

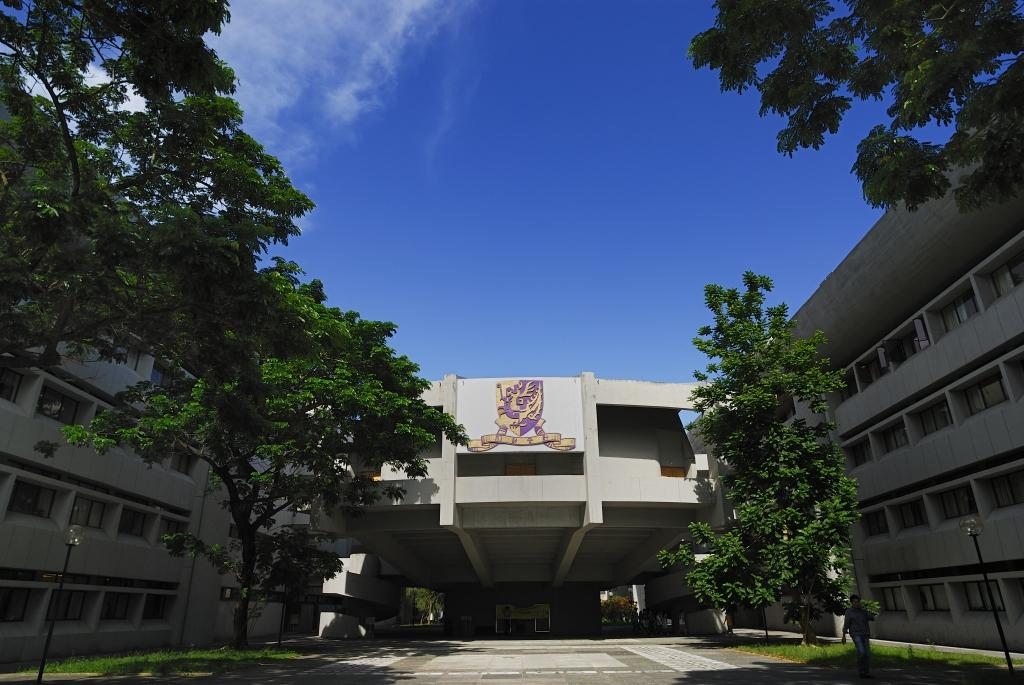
香港中文大學

劉殿爵在亞非學院後期與香港中文大學合作，參與為清代音韻學家王念孫的《廣雅疏證》增補標點和索引，以及為稿件作最後審查，有關作品後來由中文大學於1978年出版，並定名為《廣雅疏證：新式標點》。 同年，劉殿爵結束在亞非學院二十八年的教學生涯，獲中文大學禮聘出任中文系講座教授，由此展開在中文大學多年的教學生涯。
在加入中大之初，香港正值第二次中文運動，劉殿爵亦發揮其影響力，在1979年將中大原有的中國語言學研究中心重組為中國語文研究中心，並由他出任中心主任一職。 在1980年，中心獲吳多泰鉅款捐助，遂易名為吳多泰中國語文研究中心，繼續由他出任中心主任至2007年。 另一方面，劉殿爵又在1979年接替全漢昇教授擔任《中國文化研究所學報》主編，一任十六年，至1995年卸任。
劉殿爵在中大醉心學術研究，並多次公開表示不願涉足大學行政工作，但他仍在1980年獲推舉當選為文學院院長。 在任內，他提倡取消大學學位試， 而在1983年卸任文學院院長後，他連同金耀基教授、楊綱凱博士、李金漢博士和廖柏偉博士獲中大校長馬臨教授委任到一個特別小組，專門檢討本科生的課程結構。 小組在1984年提交報告，提出採用學分制、將必修的副修課程改為選修、以及加強通識及語文教育等三大項建議。小組的建議後來獲中大教務會採納，並在1986年至1987年度學年起實施，至於中大創校以來沿行的學位試則予以取消。

#### 粵語正音運動
劉殿爵對粵語有相當研究，在中大任教時，也是1970年代後期粵語正音運動的最初發起人之一，正音運動提倡粵語的「正音」和「正讀」，在當時引起輿論的熱烈討論。在1981年，時任香港電台台長張敏儀聽取劉殿爵及宋郁文的意見後，向全台播音員發指引，要求將「時間」的「間」字讀成『艱』音，而非粵語習慣讀成的『諫』音。 劉殿爵指出，根據近代語言學家黃錫凌所著的《粵音韻彙》，「間」字旁邊標記了兩個音，一為『諫」音，另一為『艱』音，不過卻在『諫』音旁邊再加小注，強調『諫』音用於「間格」和「離間」等語，因此結論「時間」一語應讀「時『艱』」而非「時『諫』」。
雖然部份如黃霑等的學者文人支持劉殿爵的建議，不過很多電台聽眾和報章評論則大表不滿，批評他矯枉過正，徒添麻煩。 劉殿爵在同年12月再於《明報月刊》撰寫〈論粵語「時間」一詞的讀音〉一文，為自己的主張辯護。 他除了引用商務印書館1977年版《現代漢語詞典》和宋代《廣韻》佐證自己的說法外，又在文中聲稱「時間一直到三十年代後期還是讀作時『艱』」，讀成「時『諫』」是誤讀。 不過，劉殿爵的主張始終受到不少輿論質疑，也有報章輿論加以反駁，指早在二、三十年代，「時間」一語早已讀成「時『諫』」，因此循約定俗成的原則，不應將之讀成「時『艱』」。
由於社會上的爭議不斷，港台最終讓步，不再要求播音員將「時間」讀作「時『艱』」。然而，社會上始終無法就「時間」的「正音」達成共識，學界仍一直就此存有爭議。

### 晚年生涯
劉殿爵有份在1986年草創香港中文大學逸夫書院，亦是該院院歌填詞人之一。 自1986年至2005年間，劉殿爵是逸夫書院校董，1989年起任該院高級導師，2005年卸任校董後獲任命為該院校董會高級顧問。 另在1988年，他復獲港府委任為大學及理工教育資助委員會委員。劉殿爵在翌年宣佈榮休，但榮獲中大校方終身聘任為中文系榮休講座教授、以及中國文化研究所榮譽教授，同年他的母校香港大學向他頒授榮譽文學博士學位，以誌其對中文和比較哲學等各方面的貢獻。
榮休後的劉殿爵繼續從事學術研究，除了重新修訂他早年翻譯的《道德經》、《孟子》和《論語》等作外， 他與陳方正博士在1988年獲大學及理工教育資助委員會撥款，為先秦兩漢一切傳世的文獻電腦化，以設立「先秦兩漢全部傳世文獻計算機化數據庫」（後來改稱「漢達古文獻資料庫」），同時又著手編纂《先秦兩漢古籍逐字索引叢刊》，而數據庫則在1992年完成。 在1992年、1994年和1995年，他們再獲台灣蔣經國國際學術交流基金會與香港研究資助局撥款，將魏晉南北朝的傳世文獻電腦化，並耗時多年，陸續出版成《魏晉南北朝古籍逐字索引叢刊》，這些工作大大便利了中國文史哲方面的研究。
劉殿爵晚年退居中文大學校園，曾患肺癌，但後來治癒。在2010年初，劉殿爵因肺部感炎，多次入院接受治療，雖然懷疑是肺癌復發，但沒有帶來很大痛苦。 在同年4月中，他再因呼吸困難入院，並要靠氧氣罩呼吸，至4月22日病情惡化，不少師生好友均前來探望。 劉殿爵在2010年4月26日以89歲高齡病逝於沙田威爾斯親王醫院， 他生前不娶，並無子嗣， 而遺作《淮南子韻讀及校勘》則有待刊印。 劉殿爵的追思會在5月30日於香港中文大學校園內舉行。

## 個人生活
劉殿爵自少熱愛下圍棋，另在英國時已習太極，亦曾在中大中文系的活動上公開表演。至於在中大執教期間，他亦有習氣功，但認為氣功不應與宗教連上關係。
在學習語文方面，劉殿爵強調背誦書本的重要性，認為要成功學習語文，就要對學習的語文產生感覺。至於在學習外語方面，更要熟練地掌握語法，才能「培養出敏銳的語言感覺」。

## 榮譽學位
- 榮譽法學博士
  - 香港中文大學 （1975年[7]）
- 榮譽文學博士
  - 香港大學 （1989年[6]）

## 部份著作

### 英文著作
- D. C. LAU, "The Treatment of Opposites in Lao Tzu", Bulletin of the Society for Oriental and African Studies 1, 1958, pp. 344–360.
- Translated by D. C. LAU, Tao Te Ching,
  - Harmondsworth: Penguin Books, 1963.
  - Hong Kong: Chinese University Press, 1982.
  - Hong Kong: Chinese University Press, 1989, Revised Edition.
  - Hong Kong: Chinese University Press, 2001, First Paperback Book Edition.
- Translated by D. C. LAU, Mencius,
  - Harmondsworth: Penguin, 1970.
  - Hong Kong: Chinese University Press, 1984.
  - Hong Kong: Chinese University Press, 2003, Revised Edition.
- Translated by D. C. LAU, The Analects,
  - Harmondsworth; New York: Penguin Books, 1979.
  - Hong Kong: Chinese University Press, 1983.
  - Hong Kong: Chinese University Press, 1992, 2nd Edition.
- Compiled by D. C. LAU, Lu Xun Xiao Shuo Ji: Vocabulary (Selected Short Stories of Lu Xun),
  - Hong Kong: Chinese University Press, 1979.
  - Hong Kong: Chinese University Press, 1987, 2nd Edition.
- Edited and translated from classical Chinese into modern Chinese by KEONG Tow Yung, English translation by D.C. LAU, Confucius Says, Hong Kong: Federal Publications, 1982.
- Translated by D.C. LAU and Roger T. AMES, Sun Bin: The Art of Warfare,
  - New York: Ballantine Books, 1996.
  - Albany: State University of New York Press, 2003.
- Translated by D.C. LAU and Roger T. AMES, Yuan Dao: Tracing Dao to Its Source, New York: Ballantine Books, 1998.

### 中文著作
- 陳雄根標點、劉殿爵審閱，《廣雅疏證：新式標點》，香港：中文大學出版社，1978年。
- 劉殿爵主編，《兵書四種（孫子，尉繚子，吳子，司馬法）逐字索引》，台北：臺灣商務印書館，1992年。
- 劉殿爵主編，《文子逐字索引》，香港：商務印書館（香港），1992年。
- 劉殿爵主編，《淮南子逐字索引》，香港：商務印書館（香港），1992年。
- 劉殿爵主編，《說苑逐字索引》，香港：商務印書館（香港），1992年。
- 劉殿爵、陳方正主編，《大戴禮記逐字索引》，香港：商務印書館，1992年。
- 劉殿爵、陳方正主編，《韓詩外傳逐字索引》，香港：商務印書館，1992年。
- 劉殿爵、陳方正主編，《孔子家語逐字索引》，香港：商務印書館，1992年。
- 劉殿爵、陳方正主編，《禮記逐字索引》，香港：商務印書館，1992年。
- 劉殿爵、陳方正主編，《商君書逐字索引》，香港：商務印書館，1992年。
- 劉殿爵、陳方正主編，《新序逐字索引》，香港：商務印書館，1992年。
- 劉殿爵、陳方正主編，《戰國策逐字索引》，香港：商務印書館，1992年。
- 劉殿爵、陳方正主編，《逸周書逐字索引》，香港：商務印書館（香港），1992年。
- 劉殿爵主編，《吳越春秋逐字索引》，香港：商務印書館，1993年。
- 劉殿爵主編，《晏子春秋逐字索引》，香港：商務印書館，1993年。
- 劉殿爵主編，《越絕書逐字索引》，香港：商務印書館，1993年。
- 劉殿爵著，《語言與思想之間》，香港：香港中文大學中國文化研究所吳多泰中國語文研究中心，1993年。
- 劉殿爵主編，《山海經逐字索引·穆天子傳逐字索引·燕丹子逐字索引》，香港：商務印書館，1994年。
- 劉殿爵主編，《春秋繁露逐字索引》，香港：商務印書館，1994年。
- 劉殿爵主編，《東觀漢記逐字索引》，香港：商務印書館，1994年。
- 劉殿爵主編，《尚書大傳逐字索引》，香港：商務印書館，1994年。
- 劉殿爵、陳方正主編，《儀禮逐字索引》，香港：商務印書館，1994年。
- 劉殿爵主編，《賈誼新書逐字索引》，香港：商務印書館（香港），1994年。
- 劉殿爵主編，《爾雅逐字索引·孝經逐字索引》，香港：商務印書館，1995年。
- 劉殿爵主編，《論語逐字索引》，香港：商務印書館，1995年。
- 劉殿爵主編，《孟子逐字索引》，香港：商務印書館，1995年。
- 劉殿爵主編，《古列女傳逐字索引》，香港：商務印書館（香港），1995年。
- 劉殿爵、陳方正主編，《法言逐字索引·太玄經逐字索引》，香港：商務印書館，1995年。
- 劉殿爵、陳方正主編，《潛夫論逐字索引》，香港：商務印書館，1995年。
- 劉殿爵主編、陳方正主編，《新語逐字索引·申鑒逐字索引·中論逐字索引》，香港：商務印書館，1995年。
- 劉殿爵、陳方正主編，《春秋左傳逐字索引》，香港：商務印書館（香港），1995年。
- 劉殿爵、陳方正主編，《毛詩逐字索引》，香港：商務印書館（香港），1995年。
- 劉殿爵主編、陳方正主編，《尚書逐字索引》，香港：商務印書館（香港），1995年。
- 劉殿爵主編、陳方正主編，《周易逐字索引》，香港：商務印書館（香港），1995年。
- 劉殿爵、陳方正主編，《風俗通義逐字索引》，香港：商務印書館（香港），1996年。
- 劉殿爵、陳方正主編，《列子逐字索引》，香港：商務印書館，1996年。
- 劉殿爵、陳方正主編，《荀子逐字索引》，香港：商務印書館，1996年。
- 劉殿爵、陳方正主編，《老子逐字索引：《道藏》王弼《注》本、河上公《注》本、河上公《注》》，香港：商務印書館，1996年。
- 劉殿爵、陳方正主編，《論衡逐字索引》，香港：商務印書館，1996年。
- 劉殿爵、陳方正主編，《鶡冠子逐字索引，鬼谷子逐字索引，文始真經逐字索引》，香港：商務印書館（香港），1997年。
- 劉殿爵、陳方正主編，《六韜逐字索引·鬻子逐字索引》，香港：商務印書館，1997年。
- 劉殿爵主編，《孔叢子逐字索引；鄧析子逐字索引；尹文子逐字索引；公孫龍子逐字索引》，香港：商務印書館，1998年。
- 劉殿爵主編，《竹書紀年逐字索引》，香港：商務印書館，1998年。
- 劉殿爵、陳方正主編，《國語逐字索引》，香港：商務印書館（香港），1999年。
- 劉殿爵、陳方正、何志華主編，《齊竟陵王蕭子良集逐字索引》，香港：中文大學出版社，1999年。
- 劉殿爵、陳方正、何志華主編，《謝靈運集逐字索引》，香港：中文大學出版社，1999年。
- 劉殿爵、陳方正、何志華主編，《謝朓集逐字索引》，香港：中文大學出版社，1999年。
- 劉殿爵主編，《楚辭逐字索引》，香港：商務印書館（香港），2000年。
- 劉殿爵主編，《韓非子逐字索引》，香港：商務印書館（香港），2000年。
- 劉殿爵主編，《莊子逐字索引》，香港：商務印書館（香港），2000年。
- 劉殿爵主編，《太平經逐字索引》，香港：商務印書館（香港），2000年。
- 劉殿爵、陳方正、何志華主編，《曹操集逐字索引》，香港：中文大學出版社，2000年。
- 劉殿爵、陳方正、何志華主編，《曹丕集逐字索引》，香港：中文大學出版社，2000年。
- 劉殿爵、陳方正、何志華主編，《曹植集逐字索引》，香港：中文大學出版社，2000年。
- 劉殿爵、陳方正、何志華主編，《沈約集逐字索引》，香港：中文大學出版社，2000年。
- 劉殿爵、陳方正、何志華主編，《徐陵集逐字索引》，香港：中文大學出版社，2000年。
- 劉殿爵、陳方正、何志華主編，《顏氏家訓逐字索引》，香港：中文大學出版社，2000年。
- 劉殿爵、陳方正、何志華主編，《庾信集逐字索引》，香港：中文大學出版社，2000年。
- 劉殿爵主編，《墨子逐字索引》，香港：商務印書館（香港），2001年。
- 劉殿爵、陳方正、何志華主編，《建安七子集逐字索引》，香港：中文大學出版社，2001年。
- 劉殿爵、陳方正、何志華主編，《江淹集逐字索引》，香港：中文大學出版社，2001年。
- 劉殿爵主編，《管子逐字索引》，香港：商務印書館（香港），2001年。
- 劉殿爵、陳方正、何志華主編，《文心雕龍逐字索引》，香港：中文大學出版社，2001年。
- 劉殿爵、陳方正、何志華主編，《齊民要術逐字索引》，香港：中文大學出版社，2001年。
- 劉殿爵、陳方正、何志華主編，《梁武帝蕭衍集逐字索引》，香港：中文大學出版社，2001年。
- 劉殿爵、陳方正、何志華主編，《梁昭明太子蕭統集逐字索引》，香港：中文大學出版社，2001年。
- 社祖貽、劉殿爵主編，《現代文學名篇》，香港：現代教育研究社，2001年。
- 劉殿爵、陳方正、何志華主編，《梁簡文帝蕭綱集逐字索引》，香港：中文大學出版社，2002年。
- 劉殿爵主編，《難經逐字索引；傷寒論逐字索引；金匱要略逐字索引》，香港：商務印書館，2002年。
- 劉殿爵主編，《釋名逐字索引；急就篇逐字索引》，香港：商務印書館，2002年。
- 劉殿爵、陳方正、何志華主編，《洛陽伽藍記逐字索引》，香港：中文大學出版社，2003年。
- 劉殿爵、陳方正、何志華主編，《張華集逐字索引；張載集逐字索引；張協集逐字索引》，香港：中文大學出版社，2003年。
- 劉殿爵、陳方正、何志華主編，《潘岳集逐字索引·潘尼集逐字索引》，香港：中文大學出版社，2005年。
- 劉殿爵、陳方正、何志華主編，《人物志逐字索引·博物志逐字索引》，香港：中文大學出版社，2007年。
- 劉殿爵、陳方正、何志華主編，《詩品逐字索引》，香港：中文大學出版社，2007年。

## 注腳
1. 1 2 3 4 5 6  〈繙譯大師劉殿爵辭世〉，《蘋果日報》，2010年4月30日。
2. ↑  陶傑，〈花想容光玉想聲〉，《蘋果日報》，2003年10月15日。
3. 1 2  "DC Lau Obituary", The Guardian, 31 May 2010.
4. ↑  Paul TSUI, Paul Tsui's Memoirs Chapter 9, 1989.
5. ↑  Patrick YU Shuk-Siu, A Seventh Child and the Law, 1998.
6. 1 2 3 4 5 6 7 8 9 10 11 12 13  "Lau, Din Cheuk", Honoaray Graduates, University of Hong Kong, 1989.
7. 1 2 3 4 5  〈中文大學榮譽學位及各科學位，昨日舉行頒授典禮〉，《華僑日報》第六張第一頁，1975年10月23日。
8. ↑  〈港大頒授榮譽學位，四中外人士獲殊榮〉，《華僑日報》第九頁，1989年3月22日。
9. 1 2 3 4 5 6 7 8 9 10 11  〈劉殿爵教授辭世，大學同仁深切悼念〉，《中大電子通訊》第7卷第6期，2010年4月。
10. ↑  《採掇英華》編輯委員會編，《採掇英華：劉殿爵教授論著中譯集》，香港：中文大學出版社，2004年。
11. 1 2  〈簡介〉，《吳多泰中國語文研究中心》，造訪於2010年5月1日。
12. 1 2  李活雄博士，〈訪問劉殿爵教授〉，《人文學刊》，1991年7月。
13. 1 2  吳倫霓霞主編，《邁進中的大學：香港中文大學三十年，1963-1993》，1993年。
14. ↑  黃霑，〈加把勁吧〉，《明報》，1981年2月7日。
15. 1 2 3 4  王亭之，〈「正音」事件來龍去脈〉，《作家月刊》，2007年6月。
16. 1 2  劉殿爵，〈論粵語『時間』一詞的讀音〉，《明報月刊》，1981年12月號。
17. ↑  "D. C. Lau", Research Centre for Translation 30th Anniversary Celebrations, 2001.
18. ↑  "A Computerised Database of the Entire Body of Extent Han and Pre-Han (i.e. pre-220 A.D.) Traditional Chinese Text", Research Grant Council of Hong Kong Annual Report 1997, 1997.
19. 1 2  "Database of 35 Million Characters Helps Scholars and Writers", RESEARCH Frontiers Issue No. 6, May 2003.
20. ↑  〈劉殿爵教授追思會〉，香港：香港中文大學，2010年5月。
21. 1 2  陳善偉博士，〈訪問劉殿爵教授〉，《逸林》第一期，1999年2月。

### 英文資料
- Paul TSUI, Paul Tsui's Memoirs Chapter 9, 1989. online version （页面存档备份，存于）
- "Lau, Din Cheuk", Honoaray Graduates, University of Hong Kong, 1989. website
- "A Computerised Database of the Entire Body of Extent Han and Pre-Han (i.e. pre-220 A.D.) Traditional Chinese Text", Research Grant Council of Hong Kong Annual Report 1997, 1997. online version
- Patrick YU Shuk-Siu, A Seventh Child and the Law, Hong Kong: Hong Kong University Press, 1998.
- "D. C. Lau", Research Centre for Translation 30th Anniversary Celebrations, CUHK Research Centre for Translation, 2001. website （页面存档备份，存于）
- "Database of 35 Million Characters Helps Scholars and Writers", RESEARCH Frontiers Issue No. 6, May 2003. online version
- "DC Lau Obituary", The Guardian, 31 May 2010. website （页面存档备份，存于）

### 中文資料
- 〈中文大學榮譽學位及各科學位，昨日舉行頒授典禮〉，《華僑日報》第六張第一頁，1975年10月23日。
- 劉殿爵，〈論粵語『時間』一詞的讀音〉，《明報月刊》，1981年12月號。
- 〈港大頒授榮譽學位，四中外人士獲殊榮〉，《華僑日報》第九頁，1989年3月22日。
- 李活雄博士，〈訪問劉殿爵教授〉，《人文學刊》，1991年7月。網上版本
- 吳倫霓霞主編，《邁進中的大學：香港中文大學三十年，1963-1993》，香港：中文大學出版社，1993年。網上版本
- 陳善偉博士，〈訪問劉殿爵教授〉，《逸林》第一期，1999年2月。網上版本 （页面存档备份，存于）
- 陶傑，〈花想容光玉想聲〉，《蘋果日報》，2003年10月15日。網上版本[永久]
- 《採掇英華》編輯委員會編，《採掇英華：劉殿爵教授論著中譯集》，香港：中文大學出版社，2004年。
- 王亭之，「正音」事件來龍去脈〉，《作家月刊》，2007年6月。網上版本 Archive.today的存檔，存档日期2013-04-25
- 〈劉殿爵教授辭世，大學同仁深切悼念〉，《中大電子通訊》第7卷第6期，2010年4月。網上版本
- 〈繙譯大師劉殿爵辭世〉，《蘋果日報》，2010年4月30日。網上版本 （页面存档备份，存于）
- 〈簡介〉，《吳多泰中國語文研究中心》，造訪於2010年5月1日。網頁 （页面存档备份，存于）

## 延伸閱讀
- Edited by Roger T. AMES, CHAN Sin-wai and Mau-sang NG, Interpreting Culture Through Translation: A Festschrift for D.C. Lau, Hong Kong: Chinese University Press, 1991.
- 《採掇英華》編輯委員會編，《採掇英華：劉殿爵教授論著中譯集》，香港：中文大學出版社，2004年。網上版本

## 外部連結
- 一般資料
  - Comments on the Tao Te Ching （页面存档备份，存于）
  - 中國文化研究所 （页面存档备份，存于）
    - 中國文化研究所學報 （页面存档备份，存于）
    - 中國古籍研究中心 （页面存档备份，存于）
    - 漢達文庫 （页面存档备份，存于）

  - 吳多泰中國語文研究中心 （页面存档备份，存于）
  - 回首看「時奸」 Archive.today的存檔，存档日期2013-04-25
- 悼文
  - "DC Lau Obituary （页面存档备份，存于）", The Guardian, 31 May 2010.
  - In Memory of D. C. Lau, 28 April 2010
  - In Honor of D. C. Lau （页面存档备份，存于）, 28 April 2010
  - 劉殿爵教授辭世，大學同仁深切悼念，2010年4月
  - 敬悼劉殿爵教授，2010年4月27日
  - 劉殿爵教授走了[]，2010年4月28日

| 學術機關職務                  | 學術機關職務                             | 學術機關職務      |
| ----------------------------- | ---------------------------------------- | ----------------- |
| 前任： 全漢昇教授             | 《中國文化研究所學報》主編 1979年–1995年 | 繼任： 陳學霖教授 |
| 前任： 關寧安 （John Gannon） | 香港中文大學 文學院院長 1980年–1983年    | 繼任： 吳利明博士 |